# Демьянов, Александр Алексеевич
Александр Алексеевич Демьянов (5 декабря 1865, Санкт-Петербург, Российская империя — 27 апреля 1925, Прага, Чехословакия) — русский юрист, адвокат, один из основателей Народно-социалистической партии в 1906, директор 2-го департамента министерства юстиции (ведавшего назначением судей), а затем товарищ министра юстиции. С 3 по 25 сентября 1917 управляющий делами Министерства юстиции. Эмигрировал из России.

## Биография

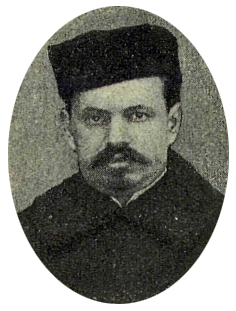
Депутат Второй Думы, 1907 год

Родился в Санкт-Петербурге 5 декабря 1865 года. В 1891 году окончил юридический факультет Санкт-Петербургского университета. Владелец 700 десятин земли в Бежецком уезде Тверской губернии. Находился в близких отношениях с семьёй видного земского деятеля А. М. Унковского. В 1892 году получил место секретаря Бежецкой уездной земской управы. Представитель либерального течения в земстве. В 1893 году избран членом Тверской губернской земской управы. С 1894 в течение года занимал должность председателя управы. Один из авторов приветственного обращения тверского земства императору Николаю II по случаю его восшествия на престол. Избран на следующее трёхлетие членом губернской земской управы, но не утверждён губернатором. Избирался гласным по Бежецкому уезду, через 3 года забаллотирован консервативным большинством уездного земства. С 15 января 1899 года — адвокат. Входил в кружок молодых петербургских адвокатов, членами которого также были Н. Д. Соколов, П. Н. Переверзев, Г. Д. Сидамонов-Эристов, А. Ф. Керенский и другие будущие члены ВВНР.
В 1899—1914 годах — присяжный поверенный округа Санкт-Петербургской судебной палаты. Многие годы переизбирался в совет присяжных поверенных Санкт-Петербургского судебного округа, входил в него в том числе в 1909—1913 годах. В феврале 1900 года участвовал в процессе Борковских крестьян Самарской губернии, в декабре 1904 вёл дела А. Ф. Козлова — А. А. Мякотиной и Л. А. Яковлева.
В 1903—1914 годах также присяжный стряпчий в Санкт-Петербурге, в 1912—1916 годах — Санкт-Петербургского коммерческого суда.
В 1904 году вместе с А. М. Колюбакиным на заседании Тверского губернского дворянского собрания выступал за участие общественности в разработке государственных законов. Участник ряда политических процессов, в том числе в 1906 году — по делу Санкт-Петербургского Совета рабочих депутатов. Один из основателей Народно-социалистической партии. 6 февраля 1907 года избран депутатом II Государственной Думы от общего состава выборщиков Тверского губернского избирательного собрания, руководил работой партийной фракции в Думе. Секретарь 1-го отдела Думы, работал в 5 комиссиях (по запросам, секретарь комиссии о преобразовании местного суда, для разработки Наказа и др.). В 1912 году — председатель товарищества «Ленско-Витимского пароходства Ко Сибирякова и Базанова». В 1916 году — администратор общества «Эльбрус».
После Февральской революции 1917 года с 8 марта — директор 2-го департамента Министерства юстиции (ведал назначением судей) Временного правительства. С начала марта 1917 года член Организационного комитета Народно-социалистической партии. Комиссар Литейной части в Петрограде. С 14 мая 1917 года — товарищ министра юстиции (П. Н. Переверзева), заведовал гражданской частью, с сентября 1917 года — управляющий Министерством, фактически исполнял обязанности министра. В июне 1917 года на I съезде Трудовой народно-социалистической партии избран в состав её Центрального комитета. В сентябре 1917 года по заданию А. Ф. Керенского составил проект образования Временного совета Российской республики (Предпарламента). 22 сентября 1917 года участвовал в Зимнем дворце в совещании по организации власти. С 25 сентября 1917 года — председатель Совещания товарищей министров (Малого Совета) Временного правительства.
После большевистского переворота в октябре 1917 года координировал деятельность Малого Временного правительства, заседания которого в ноябре-декабре 1917 года проходили на его квартире. Кандидат в депутаты Учредительного собрания от Трудовой народно-социалистической партии. В январе 1918 года выехал из Петрограда в Новочеркасск, затем в Сухуми, где вошёл в состав Народного Совета Абхазии (местного парламента), его полномочный представитель. Неоднократно участвовал в качестве юрисконсульта в переговорах абхазского правительства с центральными грузинскими властями. Сотрудничал в Грузии в эсеровском печатном органе «Знамя труда».
В 1920 году жил в Баку. За защиту прав абхазцев и русских арестован грузинскими властями, долгое время содержался в Метехской тюрьме в Тифлисе. В марте 1921 года выслан из Батуми в Константинополь. Присоединился к Константинопольскому отделению Объединённого комитета, из которого вышел в знак протеста против смертных приговоров, выносимых Галлиполийским корпусным судом, действия которого поддерживал комитет.
С декабря 1922 года жил в Берлине. В 1922—1923 товарищ председателя Союза русской присяжной адвокатуры в Германии. Летом 1923 года переехал в Прагу. В 1924 году — член, затем председатель ревизионной комиссии пражского Земгора (Комитета Объединения российских земских и городских деятелей в Чехо-словацкой республике). Несмотря на тяжелую болезнь, активно участвовал в работе пражской группы Трудовой народно-социалистической партии. Друг П. М. Макарова. Публицист. Автор неопубликованных дневников. Мемуарист (значительная часть воспоминаний не опубликована). Скончался 27 апреля 1925 года. Похоронен на Ольшанском кладбище в Праге.

### Участие в масонстве
В 1906 году стал членом-основателем ложи «Возрождение», находившейся под эгидой Великого востока Франции. Входил в состав ложи «Заря Петербурга» ВВФ в 1909 году, был её секретарём.
Впоследствии досточтимый мастер лож «Гальперна» и «Истинные друзья» ВВНР. Член Верховного совета Великого востока народов России, а затем такого же верховного совета воссозданного после революции в Париже в 1919 году.